# Ekaterina Kovalevskaya
Ekaterina Valentinovna Kovalevskaya (Ruso: Екатерина Валентиновна Ковалевская; Rostov del Don, RSFS de Rusia, Unión Soviética; 17 de abril de 1974) es una Gran Maestra de ajedrez rusa. Obtuvo el título de Gran Maestra Femenina en 1998.

## Carrera de ajedrez
Su entrenador fue el Maestro Internacional Alexander Zakharov.
Kovalevskaya ganó dos veces el Campeonato Femenino de Rusia, en 1994 y 2000.
En 2000 y 2001, Kovalevskaya ganó la medalla de plata en el Campeonato de Europa Individual de ajedrez Femenino.
Kovalevskaya participó en seis Olimpiadas de ajedrez con el equipo nacional de Rusia, en 1994, 1998, 2000, 2002, 2004 y 2006.
Kovalevskaya terminó segunda en el Campeonato Mundial Femenino de Ajedrez de 2004 después de que Antoaneta Stefanova la eliminara en la final.
Kovalevskaya terminó tercera en el Campeonato Europeo Femenino por Equipos de 2005.
En 2007, Kovalevskaya terminó segunda en el Campeonato Mundial Femenino por Equipos y ganó el Campeonato Europeo Femenino por Equipos.